# Genicanthus takeuchii
Genicanthus takeuchii là một loài cá biển thuộc chi Genicanthus trong họ Cá bướm gai. Loài này được mô tả lần đầu tiên vào năm 1997.

## Từ nguyên
Từ định danh của loài được đặt theo tên của thợ lặn Hiroshi Takeuchi, người đã phát hiện và chụp ảnh loài cá thần tiên này vào năm 1987.

## Phạm vi phân bố và môi trường sống
G. takeuchii ban đầu chỉ được biết đến tại quần đảo Ogasawara và đảo Minami Tori-shima (tất cả đều thuộc Nhật Bản); sau đó được ghi nhận thêm tại quần đảo Bắc Mariana. Loài này sống tập trung gần các rạn san hô ở mặt trước rạn, độ sâu khoảng từ 25 đến 60 m.

## Mô tả
G. takeuchii có chiều dài cơ thể tối đa được biết đến là 25 cm. Đây là loài dị hình giới tính. Cá đực có thân màu trắng xám với các sọc ngang màu đen nằm ở 2/3 thân trên, phần thân dưới và bụng màu trắng. Cuống đuôi, vây đuôi và vây lưng sau có các đốm tròn màu đen. Thùy đuôi dài, có màu vàng nhạt. Cá cái có đốm đen dày đặc ở thân trên và vây đuôi như hoa văn của báo đốm.
Số gai vây lưng: 15; Số tia vây ở vây lưng: 16; Số gai vây hậu môn: 3; Số tia vây ở vây hậu môn: 17–18.

## Sinh thái
Nhiều giả thiết cho rằng, G. takeuchii là con lai giữa Genicanthus semifasciatus và Genicanthus lamarck. Cá thể lai giữa G. takeuchii và G. semifasciatus đã được ghi nhận ở quần đảo Ogasawara.